# سینمای جمهوری دموکراتیک کنگو

وقتی ما پادشاه بودیم۱۹۹۶

سینمای جمهوری دموکراتیک کنگو به صنعت سینما در این کشور اشاره دارد. جمهوری دموکراتیک کنگو تا سال ۱۹۶۰ مستعمره بلژیک بود و در فاصلهٔ میان سال‌های ۱۹۷۱ تا ۱۹۹۷ زئیر نام داشت. ورود سینما به این سرزمین با فیلم‌های آموزشی و تبلیغاتی در دوران استعمار کنگوی بلژیک آغاز شد.

## پیشینه
دولت کنگوی بلژیک به آفریقایی‌ها اجازه تماشای فیلم‌های خارجی را نمی‌داد، با این تفکر و سیاست که مردم محلی نمی‌توانند تفاوت بین واقعیت و داستان را درک کنند. اما این سیاست کذب محض بود. مقامات بلژیکی می‌ترسیدند که این فیلم‌ها باعث رفتار براندازانه شوند. با این حال، اداره فیلم و عکس دولت کنگوی بلژیک، در دهه ۱۹۴۰، با مضامین آموزشی یا تبلیغاتی، برای مردم محلی فیلم ساخت. برخی از افراد مستعد آفریقایی در این اداره استخدام شدند و تکنیک‌های اساسی تولید فیلم به آن‌ها آموزش داده شد.
در دهه ۱۹۵۰، ۲ گروه از سازمان‌های مرتبط با کشیش‌های کاتولیک نیز، با استخدام افراد مستعد به ساخت و تولید فیلم‌های دینی در کینشازا پرداختند. در همین ایام کشیش الکساندر ون دن هوول مجموعه‌ای از کارتون‌های انیمیشن کوتاه ۱۶ میلی‌متری را تهیه کرد. دفتر تولید فیلم بلگاوکس که توسط جورج فانوی در بروکسل ایجاد شده بود در همین دهه فیلم‌های خبری مستند فراوانی تولید کرد؛ که عمدتاً مرتبط با امور تبلیغاتی بود و ارزش هنری نداشت.

## سینمای پس از استقلال
پس از استقلال در سال ۱۹۶۰، و به سبب جنگ‌های داخلی، پیشرفتی در سینمای بومی کنگو بدست نیامد تا اینکه برخی از سینماگران کنگویی در فرانسه به ساخت فیلم اقدام کردند و با پشتیبانی روبرو شدند. در دهه ۷۰ معتبرترین سینماگر کنگو نجانجورا مویز بود. او اولین فیلم کوتاه داستانی با نام تتم الکترونیکی را در۱۹۷۳ ساخت. نجانجورا مویز در ۱۹۸۷ با کارگردانی فیلم زندگی زیباست اولین فیلم سینمایی حرفه‌ای تاریخ سینمای کنگو را تولید کرد. تکه‌های هویت (۱۹۹۸) دیگر اثر مهم این کارگردان است که فیلم افتتاحیه جشنواره بین‌المللی فیلم تورنتو درسال ۱۹۹۸ بود. تکه‌های هویت در سال ۱۹۹۹ در جشنواره فیلم و تلویزیون پان آفریقا واگادوگو به نمایش درآمد و برنده جایزه هیئت داوران شد.
یک اتفاق مهم در سینمای کنگو تولید مستند بسیار تأثیرگذار لومومبا، مرگ پیامبر دربارهٔ پاتریس لومومبا توسط رائول پک بود. او اگرچه اصالتاً اهل هائیتی بود اما در زئیر بزرگ شده بود.
سینما در کنگو از ابتدای قرن بیستم رو به افول نهاد. کنگو را باید در زمره پرتحول‌ترین اوضاع سیاسی میان کشورهای آفریقایی دانست. طی سال‌های اخیر، دخالت‌های بی‌حد و حصر همسایگان کنگو در امور این کشور منجر به راه‌اندازی جنگ خانمان‌برانداز با جمهوری روآندا شده‌است که با استقرار نیروهای حافظ صلح سازمان ملل متحد در مرزهای مشترک دو کشور آرامش نسبی برقرار شده‌است. جنگ داخلی این کشور در سال ۲۰۰۳ به پایان رسید، اما نواحی شرقی آن به علت فعالیت ده‌ها گروه شورشی همچنان بی‌ثبات است. در کنگو از خشونت جنسی همراه با ددمنشی غیرعادی به عنوان یک سلاح جنگی استفاده می‌شود. تجاوز گروهی رواج دارد و گاهی از قنداق تفنگ در این کار استفاده می‌شود. در سال ۲۰۰۵ دو مستند با پشتیبانی مالی کمیساریای عالی سازمان ملل متحد برای پناهندگان دربارهٔ این بی‌ثباتی‌ها توسط کارگردان‌های کنگویی ساخته شد. پس از آن بالوفا باکوپا- کانیندا کارگردان کنگویی در سال ۲۰۱۱ با کمک بدنه سینمای مراکش به تأسیس چند سالن سینما در کینشازا همت گماشت و شرکت کنگو فیلمز را تأسیس کرد.

## مستند مبارزه کلی و فورمن
وقتی ما پادشاه بودیم فیلم مستندی است محصول سال ۱۹۹۶ ساخته لئون گست که به مسابقه مشت‌زنی دسته سنگین‌وزن جهان بین محمدعلی کلی و جورج فورمن می‌پردازد. این مسابقه که در سی‌ام اکتبر ۱۹۷۴ در کشور زئیر (اینک جمهوری دموکراتیک کنگو) برگزار شد با نام غرش در جنگل شناخته می‌شود. در این فیلم افراد مشهوری چون جیمز براون، بی بی کینگ، نورمن میلر و اسپایک لی حضور دارند. نمایش فیلم وقتی ما پادشاه بودیم در سال ۱۹۹۴ با استقبال منتقدان مواجه شد. این فیلم در همین سال جایزه اسکار بهترین فیلم مستند بلند را دریافت کرد.

## آثاری که تمام یا قسمت‌هایی از آن در کنگو فیلم‌برداری شدند
- تیم سیل ۸: پشت خط دشمن (۲۰۱۴)
- چوپان خوب (۲۰۰۶)
- داستان راهبه (۱۹۵۹)
- شیوع (۱۹۹۵)
- علی (۲۰۰۱)
- کنگو (۱۹۹۵)
- ماجراجویان (۱۹۶۷)
- ویرونگا (۲۰۱۴)